# Габор Завадски
Габор Завадски (мађ. Zavadszky Gábor; Будимпешта, 10. септембар 1974 — Лимасол, 7. јануар 2006 ), мађарски фудбалер, репрезентативац, играо је на позицији везног играча.

## Каријера

### Клуб
Био је изузетно привржен једном фудбалском клубу током своје каријере - то је био МТК. Често је говорио да би, у случају да престане активно да игра, желео да остане овде као играч „старих момака”, што је неуобичајено за некога ко је дошао из Ференцвароша и касније отишао. У знак захвалности, навијачи МТК-а и даље га славе као „бесмртног”, а његова фотографија и дрес су изложени у сали где се налази само биста Алфреда Брула.
Завадски је на почетку своје каријере играо као везни играч за Ганц Маваг, Ференцварош, Дунаујварош и МТК у Мађарској, пре него што се вратио у Ференцварош. Од 2005. године, био је део тима Аполона из Лимасола на Кипру. „Зава”, како су га звали, пристигао је у Мађарску лета 2001. године из Дунафера, тадашњег шампиона. Током три сезоне у клубу, био је део екипе која је 2003. године освојила првенство, победивши Ујпешт у последњем колу и освојивши златну медаљу. Завадски је био познат по свом осмеху и директном стилу, и постигао је 20 голова у 98 утакмица током четири године проведене у МТК Будимпешти. Вратио се у Ференцварош 2004. године, а шест месеци касније прешао је у Апоел Лимасол, кипарски фудбалски клуб.

### Репрезентација
За репрезентацију Мађарске је дебитовао 2000. године и у току каријере одиграо је 4 утакмице. Играо је такође члан Олимпијске репрезентације Мађарске. Био је учесник на Летњим олимпијским играма 1996. у Атланти, где Мађарска није успела да напредује даље од групне фазе.

## Приватни живот
Оженио се 1998. године, а следеће године су му рођени синови близанци Норберт и Роланд. Преминуо је 7. јануара 2006. у Лимасолу (Кипар) од последица емболије. Претпоставља се да је његова смрт узрокована медицинским несавесношћу.
Будимпешта XVII. из свог округа, за који је имао многе везе, 2004. године добио је награду спортиста године, а 2006. године постхумно му је додељено звање почасног грађанина.

## Достигнућа

### Клуб
Ференцварош
- НБ I шампион:
  - шампион: 1994/95, 1995/96
- Куп Мађарске: 
  - победник: 1992/93, 1993/94, 1994/95
- Суперкуп Мађарске: 
  - победник: 1993, 1994, 1995[note 1]
- УЕФА Лига шампиона:
  - групна фаза:  1995/96

 Дунафер
- НБ I шампион:
  - шампион: 1999/00,

 МТК Хунгарија
- НБ I шампион:
  - шампион: 2002/03,
- Куп Мађарске: 
  - победник: 2003

## Белешка
1. ↑  Ференцварош је 1995. године освоијио првенство и победио у купу Мађарске, тако да је аутоматски постао победник Суперкупа